# Batam
Batam är en stad på ön Pulau Batam i Indonesien. Den är belägen i provinsen Kepulauan Riau strax söder om Singapore och har cirka 1,4 miljoner invånare.